# 마셜 윌리엄스
마셜 윌리엄스(영어: Marshall Williams, 1989년 7월 31일 ~ )는 캐나다의 배우, 모델, 음악가이다.